# Société des Avions Bernard
Société des Avions Bernard— ныне не существующая французская авиастроительная компания.

## История
Компания была основана в апреле 1917 года Адольфом Бернаром под названием Etablissements Adolphe Bernard. Первоначально занималась лицензионным выпуском истребителей SPAD. После Первой мировой войны была реорганизована в Société Industrielle des Métaux et du Bois ("SIMB"), не связанную с авиацией вплоть до 1922 года, когда было образовано соответствующее отделение под руководством конструктора Жана Юбера.
В 1927 году компания обанкротилась, но была воссоздана как Société des Avions Bernard (SAB). Далее она вела малосерийный выпуск пассажирских лайнеров для авиакомпании CIDNA и строила рекордные самолёты, в частности, для участия в соревнованиях на кубок Шнейдера. Однако, именно её передовые технологии, несколько опережавшие время, помешали добиться более значительного коммерческого успеха.
Наметившееся в 1935 году расширение после покупки фирмы Hydravions Louis Schreck FBA не состоялось в связи с проведенной французским правительством в том же году национализацией авиастроительных фирм, приведшее к очередному банкротству.
В 1937 году на базе выкупленных остатков её активов некто Марсель Шассаньи создаёт компанию Capra (Compagnie anonyme de production et réalisation aéronautique), выпускающую на основе субподряда комплектующие для авиафирм. В 1941 году она переименовывается в «Matra» и под этим названием работает далее, последовательно входя в состав компаний Lagardere, Aérospatiale и ныне в EADS.

## Продукция фирмы
Etablissements Adolphe Bernard

Пилот Лолье, технический директор Юбер, пилот Тараскон и президент компании Бернар на фоне самолёта Bernard-Hubert 18T "Oiseau Tango"

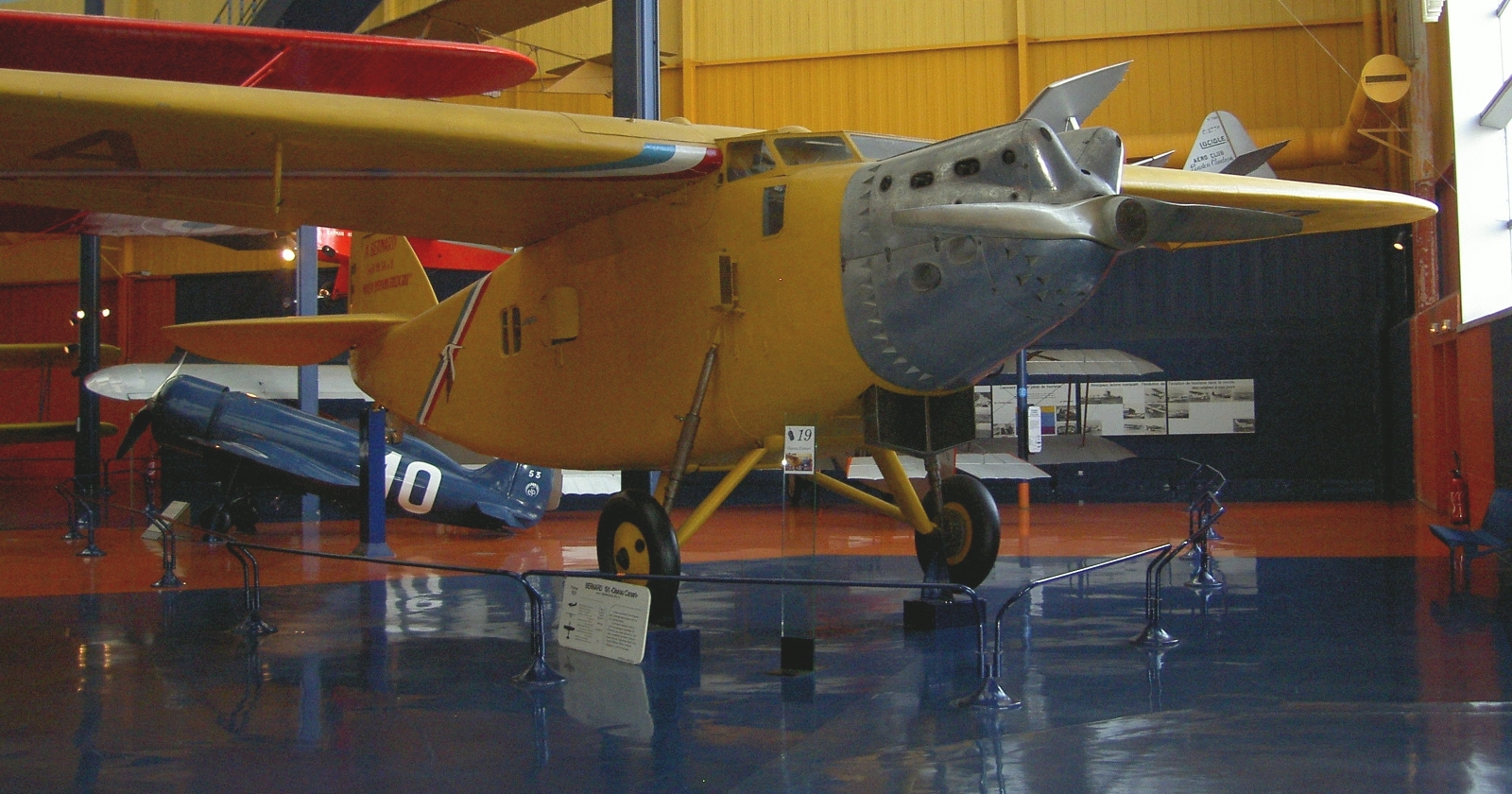
Самолёт Bernard 191 GR «Oiseau Canari» в парижском музее авиации и космонавтики

- Bernard AB 1 Двухмоторный средний бомбардировщик. Построено 11, 1918; AB 2 — проект с более мощными двигателями.
- Bernard AB 3 AB 1 в почтовом варианте, 1920.
- Bernard AB 4 Незавершённый пассажирский вариант AB 2, в 1919 годы был представлен на выставке.

Société Industrielle des Métaux et du Bois (S.I.M.B.)
- Bernard AB.C1 Истребитель, 1922, до первого полёта переименован из AB.C1.
- Bernard SIMB AB 3M Двухфюзеляжный трёхмоторный бомбардировщик. Два незавершённых постройкой экземпляра, 1923. Имелся проект гражданского варианта AB 3 T.
- Bernard SIMB V.1 Гоночный. Построен 1, 1924. В декабре того же года установил мировой рекорд скорости (448,771 км/ч).
- Bernard SIMB V.2 V.1 с уменьшенным размахом крыльев. Построен 1, 1924. Имелся проект с убирающимся шасси V.3.
- Bernard SIMB AB 10 Переработанный проект AB.C1, 1924.
- Bernard SIMB AB 10T Трёхмоторный 18-местный гидроплан, незавершён, 1925.
- Bernard SIMB AB 12 Истребитель. Построен 1, 1926.
- Bernard SIMB AB 14 Истребитель. Построен 1, 1925.
- Bernard SIMB AB 15 Истребитель. Построен 1, 1926.
- Bernard SIMB AB 16 Трёхмоторный, 5-местный "колониальный" самолёт. Построен 1, 1927.

Société des Avions Bernard (S.A.B.)
- Bernard 18 8-местный транспортный самолёт. Построено 2, 1927, переделывались для попытки трансатлантического перелёта.
- Bernard 190 10-местный транспортный самолёт, Построено 14, 1928. Рекордный F-AJGP «L'Oiseau Canari» — первый французский самолёт, перелетевший через Атлантику.
- Bernard 20 Двухместный истребитель. Построен 1, 1929.
- Bernard 30 T Двухфюзеляжный транспортный самолёт. Незавершён, 1931.
- Bernard HV 40 Одноместный гоночный гидроплан. Построен 1 1929.
- Bernard HV 41 Одноместный гоночный гидроплан. Построен 1 1929.
- Bernard HV 42 Одноместный гоночный гидроплан. Построено 3, один переделан из HV 41, 1931.
- Bernard H 52 Одноместный катапультный гидроплан-истребитель. Построено 2, 1933.
- Bernard 60 T трёхмоторный 14-местный транспортный самолёт. Построено 2, 1929.
- Bernard 70 Малая серия одноместных одномоторных истребителей и спортивных самолётов. Построено 3, 1929.
- Bernard 80 GR Дальний рекордный самолёт. Построен 1, 1930. Переделан в 81 GR.
- Bernard 82 Bernard 80 в варианте бомбардировщика. Построено 2, 1933. Bernard 86 — экспериментальная версия с дизельным двигателем, 1936.
- Bernard H 110 Одноместный гидроплан-истребитель. Построен 1, 1935.
- Bernard HV 120 Одноместный гоночный гидроплан. Построено 2, 1930.
- Bernard 160 Колониальный многоцелевой военный самолёт. Построено 2, 1932.
- Bernard 200 Малая серия 3-4 местных лёгких самолётов. Построено 4, 1932.
- Bernard HV 220 Одноместный гоночный гидроплан. Построен 1, 1931.
- Bernard 260 Одноместный истребитель. Построено 2, one flown, 1932.
- Bernard HV 320 Одноместный гоночный гидроплан. Not flown, 1931.
- Bernard V.4 Развитие HV 120. Не летал, 1933.